# Greatest Flix
| Оценки критиков | Оценки критиков |
| Источник        | Оценка          |
| --------------- | --------------- |
| AllMusic        | [ 1 ]           |
| Record World    | без оценки      |

Greatest Flix — первый видеосборник английской рок-группы Queen, вышедший на VHS и Laserdisc. В него вошли многие видеоклипы группы, снятые на момент выхода видео, начиная с альбома A Night at the Opera. Видеоклип «Killer Queen» состоит из фотографий музыкантов и краткой информации о них, такое видео было сделано в 1981 году.
Некоторые клипы были укорочены чтобы песни плавно переходили из одной в другую. Титры шли после всех клипов.

## Список видеоклипов
1. «Killer Queen»
2. «Bohemian Rhapsody»
3. «You’re My Best Friend»
4. «Somebody to Love»
5. «Tie Your Mother Down»
6. «We Are the Champions»
7. «We Will Rock You»
8. «We Will Rock You (live)» (fast)
9. «Spread Your Wings»
10. «Bicycle Race»
11. «Fat Bottomed Girls»
12. «Don’t Stop Me Now»
13. «Love of My Life (live)»
14. «Crazy Little Thing Called Love»
15. «Save Me»
16. «Play the Game»
17. «Another One Bites the Dust»
18. «Flash»